# Alfred Shelton
Alfred Shelton, soprannominato Alf, (Nottingham, 11 settembre 1865 – 24 luglio 1923), è stato un calciatore, allenatore di calcio e dirigente sportivo inglese.
Era il fratello minore di Charles Shelton, anch'egli calciatore della nazionale inglese.

## Carriera

### Calciatore

#### Club
Giocò nel Notts Rangers, club con cui raggiunse la nazionale, nel Notts County, club con cui raggiunse la nazionale, nel Loughborough e nel Heanor Town.

#### Nazionale
Shelton disputò sei incontri con la nazionale inglese. Il suo debutto avvenne il 2 marzo 1889, nell'incontro, valido per il Torneo Interbritannico 1889, vinto dagli inglesi per 6-1 contro l'Irlanda; nel suo primo incontro segnò anche la sua unica rete in nazionale.
Durante la sua militanza in nazionale vinse tre edizioni del Torneo Interbritannico: quella del 1890, vinta ex aequo con la Scozia, quella del 1891 e quella ancora successiva.

### Allenatore
Fu allenatore del Preston North End.

### Dirigente sportivo
Dal 1908 al 1911 fu direttore sportivo del Notts County.

## Palmarès

### Nazionale
- Torneo Interbritannico: 3

1890, 1891, 1892